# Нонг Каи
Нонг Каи е една от 76-те провинции на Тайланд. Столицата ѝ е едноименния град Нонг Каи. Населението на провинцията е 883 704 жители (2000 г. – 22-ра по население), а площта 7332,3 кв. км (27-а по площ). Намира се в часова зона UTC+7. Разделена е на 9 района, които са разделени на 62 общини и 705 села.